# Босоножка и её друзья
Босоно́жка и её друзья́ — мультфильм, созданный в студии «Пермьтелефильм» в 1975. Мультфильм сделан комбинированным способом — играет девочка-актёр и применена кукольная анимация. Роли озвучивали Эдуард Драпкин, Алёна Стурова, Пелагея Семёнова, Т. Хазунова.

## Сюжет
В доме, где жила девочка Наташа, в чулане лежала старая кукла. Как-то раз Наташа достала её из чулана и назвала куклу Босоножкой, потому что она не имела туфелек. Наташа надела на Босоножку простое незатейливое платьице в горошек. Босоножка была простой, милой и доброй девочкой-куклой. Она быстро подружилась с другими игрушками Наташи — медвежонком Мишей, пёсиком Петей и тигрёнком Борей. Все они дружили и играли вместе, а по вечерам Босоножка пела друзьям прекрасную колыбельную. Однажды Наташе на день рождения подарили новую куклу Лялю. Ляля была очень красивая, у неё была большая шляпа, белоснежное платье, прекрасные туфельки. Но, несмотря на всё это, Ляля оказалась бессердечной. Никто из игрушек не стал с ней дружить. Наташе настолько понравилась Ляля, что она забросила своих старых игрушек-друзей. Босоножка позавидовала Ляле и решила уйти от Наташи в лес, потому что решила, что она больше девочке не нужна. Босоножка пришла в лес. Там мудрая Лесная Полянка сказала девочке-кукле, что она очень красивая, потому что у неё, Босоножки, чистая и добрая душа, и что для красоты вовсе не требуется иметь красивое платье, шляпу и туфли. Однако Босоножка решает остаться в лесу, в обмен на то, что будет иметь такую красивую одежду. Получив всё это, Босоножка убеждается в правоте слов Лесной Полянки и решает возвратиться обратно к Наташе.